# Margarita Kochelev
Margarita Kochelev (en ukrainien : Маргарита Миколаївна Кошелева et russe : Маргарита Николаевна Кошелева), née à Moscou) le 1er décembre 1939, morte la 11 octobre 2015 à Kiev, est une actrice.

## Biographie
Elle a été diplômée en 1958 de l'Académie de chorégraphie de Moscou et en 1959 du Studio Dovjenko.

## Cinéma
Elle a commencé comme actrice dans : 
- 1959 : "Pairs" (Ровесниці), jouant Kira, réalisation V. Ordynskyi[1]
- 1959 : "C'était au printemps" (Це було навесні)
- 1959 : "Katya-Katyoucha" (Катя-Катюша) jouant Rimma
- 1959 : Leurs premières amours, jouant Kira
- 1961 : "Je viens à toi !.." (Іду до вас!..) jouant Jenya...
- 1969 : Adjudant de son Excellence (Ад'ютант його високоповажності) la mère de Youra...
- 1976 : Un, deux... les soldats marchaient...
- 1998 : "Impasse" (Тупик), Maria
- 1999 : "Anniversaire des Bourgeois" (День народження Буржуя)
- 2013 : "Aime-moi", grand-mère Sachka (Люби мене)